# Passione (telenovela)
Passione (hrv. Strast) je brazilska telenovela čiji je autor Sílvio de Abreu. Telenovela je s emitiranjem krenula 17. svibnja 2010. na Rede Globu u terminu 20:00.

## Sinopsis
55 godina prije početka priče, mlada djevojka Elizabete, trudna s drugim muškarcem, upoznala je i udala se za Eugenija Gouveiju, bogatog poduzetnika. Eugenio je odlučio priznati Betinog sina kao svog. Čitav svoj život Bete je vjerovala kako je njen sin preminuo nedugo nakon poroda, no Eugenio joj na samrti priznaje kako nije mogao podnijeti ideju da će odgojiti dijete drugog muškarca, te je lažirao djetetovu smrt. To dijete je posvojio talijanski bračni par i Betin sin je odrastao pod imenom Antonio Mattoli. Danas, Antonio (poznatiji kao Toto) živi u regiji Toskane zajedno sa svojom starijom sestrom Gemmom i četvero djece: sinovima Adamom, Agnellom i Alfredom, te kćerkom Agostinom.
Nakon zapanjujućeg otkrića, Eugenio otkriva kako će nakon njegove smrti Antoniju pripasti polovica njegovog nasljedstva. Clara - ambiciozna djevojka koja radi kao medicinska sestra u Eugenijevoj kući - načuje razgovor i zajedno sa svojim ljubavnikom Fredom, započinje opaki plan krađe obiteljskog bogatstva. Dok Bete pokušava pronaći izgubljenog sina i pobrinuti se za tvrtku Goeveia, Clara i Fred ukradu Betin nakit, no za krađu biva optužena Betina guvernanta Olga. Clara i Fred otputuju u Italiju spremni prevariti obitelj Mattoli. Clara zavede Totoa koji ne odolijeva čarima lijepe žene i zaljubi se u nju. Zahvaljujući tome, Clara i Fred nagovore Antonija da potpiše punomoć koja daje moć Fredu da postane Antonijev predstavnik u tvrtki Gouveia.
Fred uskoro napusti Claru i udruži se s Betinim sinom Saulom u namjeri da se domogne mjesta predsjednika tvrtke. Clara se počne ponovno prostituirati kao i u mladenačkoj dobi, te tu upoznaje Danila, Betinog unuka u kojeg se zaljubi. Obećavši Fredu osvetu za sve što joj je učinio, Clara sakupi novac i vrati se u Italiju u namjeri da postane Antonijeva žena. Agnello i Agostina otputuju u Brazil s Fredom. Agostina je u potrazi za izgubljenim mužom Berilom koji ju je prije tri godine ostavio u Italiji sa sinom Dinom kako bi svojoj obitelji pružio bolji život. No mlada će se djevojka iznenaditi kada otkrije da je Berilo danas muž bogatašice Jessice, kćeri vlasnika reciklaške tvrtke Olava da Silve.
Agnello u Brazilu upoznaje Stelu Gouveiu, Saulovu ženu nimfomanku. Iako se Stela upušta u seksualne odnose s mlađim muškarcima na jednu noć, Agnello je prvi muškarac prema kojem je osjetila strast. Jedne noći, Agnello upoznaje i Lorenu, Stelinu kćer, što dovodi do još jednog trokuta u noveli. Još jedan ljubavni trokut u seriji čine Diana, Mauro i Gerson. Diana je studentica novinarstva koja se zaljubi u Maura Santarema, no nakon par tjedana hodanja uda se za njegovog najboljeg prijatelja Gersona. Trokut postaje četverokut kada se u grad vrati i modna stilistica Melina Gouveia, Gersonova sestra, koja je od tinejdžerskih dana zaljubljena u Maura.

## Glumačka postava

### Protagonisti
| Glumac              | Lik                               |
| ------------------- | --------------------------------- |
| Tony Ramos          | Antonio "Totó" Mattoli            |
| Fernanda Montenegro | Elizabete "Bete" Monteiro Gouveia |
| Carolina Dieckmann  | Diana Rodrigues †                 |
| Rodrigo Lombardi    | Mauro Santarém                    |
| Marcello Antony     | Gerson Gouveia                    |
| Mayana Moura        | Melina Gouveia Lobato             |

### Antagonisti
| Glumac               | Lik                     |
| -------------------- | ----------------------- |
| Mariana Ximenes      | Clara Medeiros          |
| Reynaldo Gianecchini | Frederico "Fred" Lobato |
| Werner Schünemann    | Saulo Gouveia †         |

### Sporedne uloge
| Glumac/ica                 | Lik                             |
| -------------------------- | ------------------------------- |
| Aracy Balabanian           | Gemma Mattoli                   |
| Maitê Proença              | Stela Duarte Gouveia            |
| Vera Holtz                 | Maria Candelária "Candê" Lobato |
| Daniel de Oliveira         | Agnello Mattoli                 |
| Cauã Reymond               | Danilo Gouveia                  |
| Francisco Cuoco            | Olavo da Silva                  |
| Irene Ravache              | Clotilde Yolanda "Clo" de Souza |
| Cleyde Yáconis             | Brígida Gouveia                 |
| Leonardo Villar            | Antero / Giovanni Melatto       |
| Elias Gleizer              | Diógenes Santarém               |
| Leandra Leal               | Agostina Mattoli Rondelli       |
| Gabriela Duarte            | Jéssica da Silva Rondelli       |
| Flávio Migliaccio          | Fortunato da Silva              |
| Bruno Gagliasso            | Berilo Rondelli                 |
| Emiliano Queiroz           | Benedeto Melatto                |
| Bianca Bin                 | Fátima Lobato                   |
| Marcelo Médici             | Carmelo "Mimi" Melatto          |
| Larissa Maciel             | Felícia Lobato                  |
| Daisy Lucidi               | Valentina Miranda               |
| Kayky Brito                | Sinval Gouveia                  |
| Tammy di Calafiori         | Lorena Gouveia                  |
| Germano Pereira            | Adamo Mattolli                  |
| Miguel Roncato             | Alfredo Mattoli                 |
| André Luiz Frambach        | Cridinho                        |
| Alexandra Richter          | Jaqueline "Jackie" Mourão       |
| Júlio Andrade              | Arthurzinho                     |
| Débora Duboc               | Olga Junqueira                  |
| Simone Gutierrez           | Maria de Lurdes "Lurdinha"      |
| Andréa Bassit              | Margarida (Guida)               |
| Carol Macedo               | Kelly Miranda                   |
| Kate Lyra                  | Myrna †                         |
| Gabriel Wainer             | Chulepa                         |
| Rodrigo dos Santos         | Roberto Noronha †               |
| Giulio Lopes               | Dr. Cavarzere                   |
| Gabriela Carneiro da Cunha | Cristina "Cris" de Lima         |
| Luiz Serra                 | Talarico                        |
| Daniel Boaventura          | Diogo Dias                      |
| Adriana Prado              | Laura                           |
| Edoardo Dell'Aversana      | Dino Mattoli Rondelli           |
| Pedro Lobo                 | Amendoim                        |

## Vanjske poveznice
- Web stranica serije